# Daniel Söderman
Daniel Söderman, född 27 oktober 1736 i Rönö församling, Östergötlands län, död 17 juni 1809 i Regna församling, Östergötlands län, var en svensk präst.

## Biografi
Söderman föddes 1736 i Rönö socken. Han var son till komminister Johan Söderman i Rönö församling. Söderman började sina studier i Linköping och blev vårterminen 1752 student vid Uppsala universitet. Han prästvigdes 6 juli 1760 och blev 28 mars 1770 brukspredikant vid Finspångs bruk. Han avlade pastoralexamen 31 maj 1774 och blev 8 oktober 1777 kyrkoherde i  Regna församling, tillträdde 1778. Han blev prost 12 augusti 1795 och kontraktsprost i Bergslags kontrakt 24 april 1799. Söderman mördades 17 juni 1809 i Regna socken och begravdes 29 juni samma år.
Prosten och hans hustru överfölls med hugg och slag i parets säng i Regna prästgård. Daniel Söderman dog efter mindre än två dygn. Hustrun överlevde men fick svåra psykiska och fysiska men. Hon kunde aldrig höras om brottet. Mordet klarades aldrig upp.

### Familj
Söderman gifte sig 13 april 1770 med Emerentia Zetterling (1740–1811), dotter till kyrkoherden Petrus Zetterling i Kuddby församling och Magdalena Salberg. De fick tillsammans barnen Anna Emerentia Söderman (1772–1846), gift med kaptenen Johan Jakob Gjerling, Johan Petrus Söderman (1774–), Lovisa Söderman (1776–1810), gift med kyrkoherden Johan Daniel Rudelius i Västra Husby församling, och Fredrica Catharina Söderman (1779–1782).